# Skowyt (film 1981)
Skowyt (ang. The Howling) – amerykański horror z 1981 w reżyserii Joego Dante, będący adaptacją powieści Gary’ego Brandnera. Film doczekał się aż siedmiu kontynuacji.

## Obsada
- Dee Wallace – Karen White
- Belinda Balaski – Terry Fisher
- Dennis Dugan – Christopher „Chris” Halloran
- Christopher Stone – William „Bill” Neill
- Patrick Macnee – dr. George Waggner
- Robert Picardo – Eddie Quist
- Elisabeth Brooks – Marsha Quist
- Don McLeod – T.C. Quist
- John Carradine – Erle Kenton
- Slim Pickens – Sam Newfield
- James Murtaugh – Jerry Warren
- Margie Impert – Donna Warren
- Noble Willingham – Charlie Barton
- Kevin McCarthy – Fred Francis
- Jim McKrell – Lew Landers
- Dick Miller – Walter Paisley, właściciel księgarni

## Fabuła
Znana prezenterka telewizyjna Karen White jest prześladowana przez psychopatycznego wielbiciela imieniem Eddie. Szaleniec zostaje w końcu zastrzelony w policyjnej zasadzce. Jednak Karen zaczynają wówczas dręczyć koszmary i dziwne wizje. Za namową psychiatry dr. Waggnera udaje się do kierowanego przez niego specjalnego ośrodka, aby tam nabrać psychicznej równowagi. Okazuje się, że mieszkający tam ludzie skrywają straszliwą tajemnice, a we wszystko zamieszany jest również dr. Waggner. Ośrodek jest tak naprawdę kolonią dla wilkołaków...

## Nagrody i wyróżnienia
- 1981, Academy of Science Fiction, Fantasy and Horror Films:
  - nagroda Saturn w kategorii najlepszy horror[1]
  - nominacja do nagrody Saturn w kategorii najlepsza charakteryzacja (wyróżnieni: Rob Bottin, Rick Baker)[1]
  - nominacja do nagrody Saturn w kategorii najlepsze efekty specjalne (David Allen, Peter Kuran)[1]
- 1981, Avoriaz Fantastic Film Festival:
  - Nagroda Krytyków (Joe Dante)[1]

## Pozostałe filmy z serii
- Skowyt 2: Twoja siostra jest wilkołakiem (1985; reż. Philippe Mora)
- Skowyt 3 (1987; reż. Philippe Mora)
- Skowyt 4: Koszmar nocny (1988; reż. John Hough)
- Skowyt 5: Przebudzenie (1989; reż. Neal Sundstrom)
- Skowyt 6: Odmieńcy (1991; reż. Hope Perello)
- Skowyt 7 (1995; reż. Clive Turner)
- Skowyt: Odrodzenie (2011; reż. Joe Nimziki)